# Hipótesis sobre el origen de los vascos

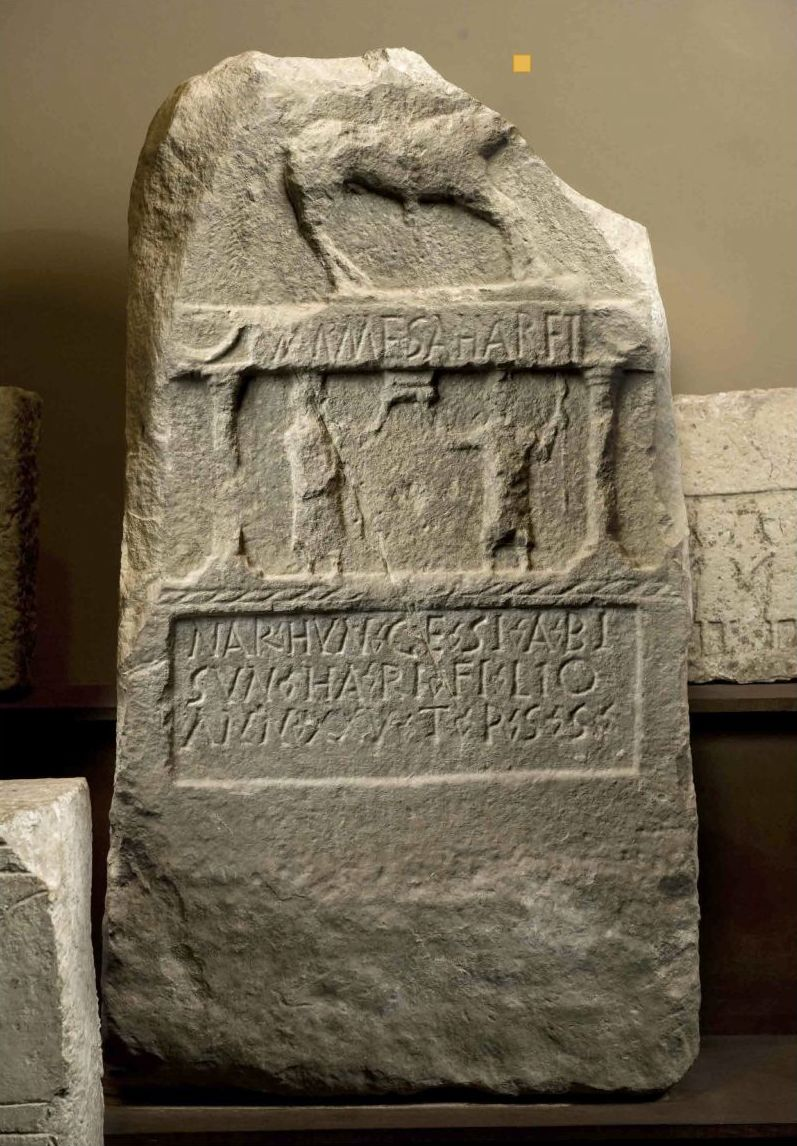
La inscripción «UMMESAHARF» en la estela de Lerga, en Navarra, se ha interpretado por el euskera moderno ume zahar.

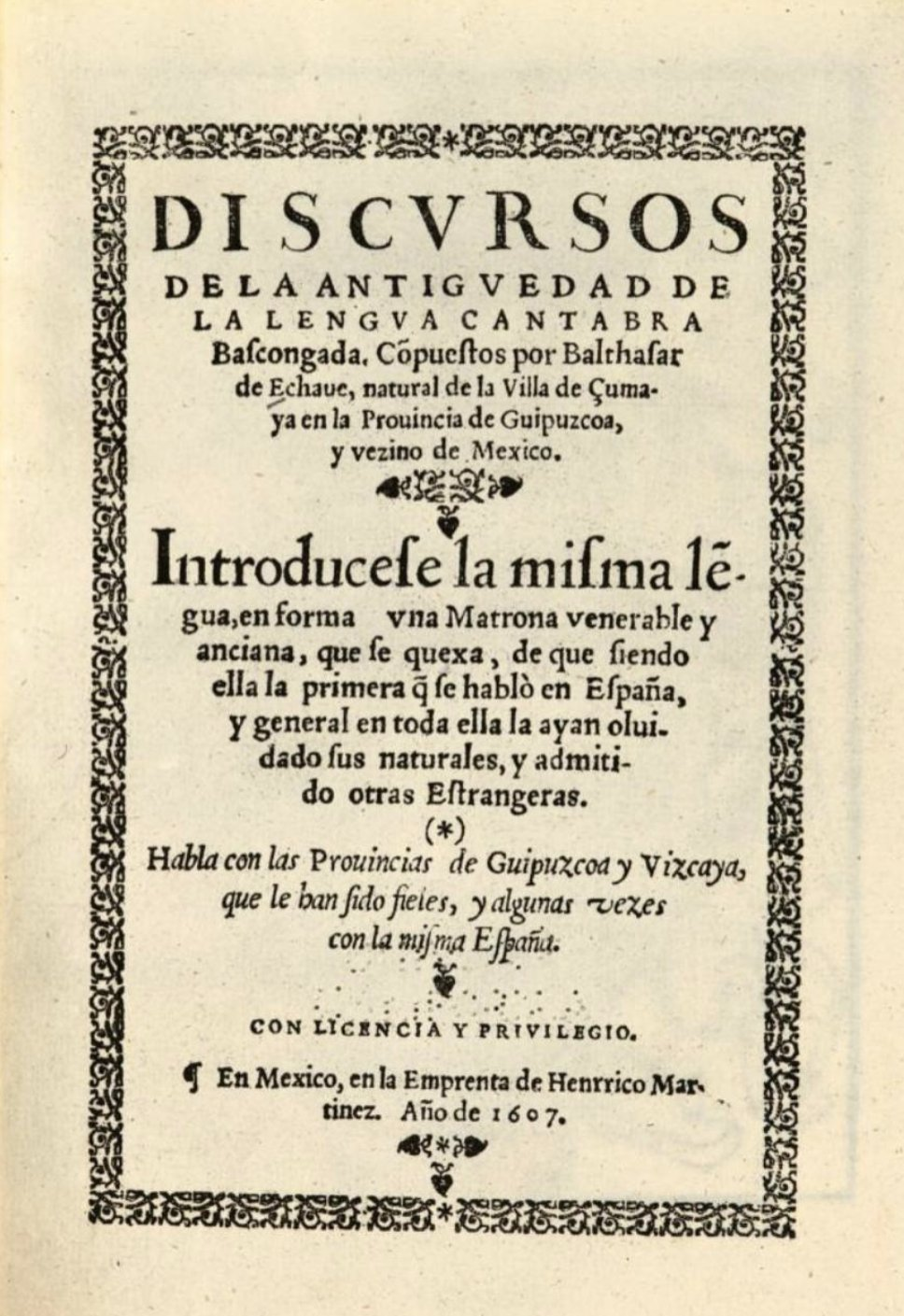
En su obra de 1607 Discursos de la antigüedad de la lengua cántabra bascongada, el guipuzcoano Baltasar de Echave Orio presenta tópicos que serían discutidos durante siglos como retrotraer el vasco a la Torre de Babel traído por Tubal o que los vascos habían guardado un linaje puro y sin mezclas a lo largo de los siglos.

Numerosas hipótesis sobre el origen de los vascos se han presentado a lo largo de los siglos, sin que ninguna de ellas haya sido probada definitivamente. La particularidad de que el euskera sea una lengua preindoeuropea y genéticamente aislada ha sido una cuestión de gran interés, tanto históricamente como en la actualidad. Sin embargo, precisamente estas diferencias respecto a las lenguas vecinas han dado un carácter de impenetrabilidad a lo relacionado con los vascos y su lengua. Ideas como el tubalismo han dado un carácter «mitológico» a los vascos que históricamente ha frenado su investigación científica, unido a tópicos de que su idioma es «inculto o rudo».
Se recogen en este artículo algunas teorías que han sido ampliamente discutidas, unas actualmente descartadas y otras consideradas más plausibles. Si bien, como con muchos otros pueblos, es imposible establecer con seguridad cual es el origen antiguo de una etnia, en la actualidad se tiende a desestimar teorías sobre un origen monolítico de las poblaciones y a tener en cuenta la separación que puede haber entre el origen de un idioma respecto al origen de un pueblo, ya que es habitual que lentamente unos pueblos abandonen un idioma durante una época, mientras otros lo adopten.

## Principales teorías
Las principales hipótesis sobre el origen de los vascos defendidas por diversos autores son:
- El origen autóctono, según el cual el euskera se habría desarrollado por milenios íntegramente entre el norte de la península ibérica y el sur de la actual Francia desde el paleolítico, sin que exista posibilidad de encontrar trazas de parentesco con otros grupos modernos de otras regiones.
- El vascoiberismo, por el cual se supone que existiría un parentesco entre el euskera y la lengua ibera y por tanto también entre sus hablantes. La evidencia lingüística en favor de esta teoría es solo tipológica, no se ha probado un origen filogenético común. Tanto el origen local paleolítico como migrado neolítico caben en esta teoría.
- El origen caucásico, basado en unas pocas similitudes lingüísticas con lengua georgiana ya que varias lenguas caucásicas son ergativas, y ambas lenguas comparten rasgos tipológicos ausentes de las lenguas indoeuropeas que sustituyeron a las lenguas preindoeuropeas anteriores. No se descartaría bajo esta teoría que dicho grupo no indoeuropeo penetrara en la península junto a las migraciones de indoeuropeos.
- El origen afro-asiático, en el que se sitúan la conjetura de un parentesco remoto con el bereber, o la teoría de un parentesco con el fenicio debido a alguna migración neolítica.
- Teoría del sustrato vascónico, que afirma que las lenguas vascónicas estuvieron una vez extendidas por el continente europeo antes de ser reemplazadas en su mayoría por las lenguas indoeuropeas. Reliquias de esos idiomas incluyen topónimos en la Europa Central y Occidental y algunos vocablos que no pueden atribuirse al ancestro común indoeuropeo. Según la hipótesis de Vennemann, después de la última edad de hielo pueblos vascónicos procedentes del norte de la península ibérica se asentaron en la Europa Occidental y dieron nombres a los ríos y lugares, nombres que a menudo persisten actualmente a pesar de estar en regiones donde ahora se hablan lenguas indoeuropeas.

### Origen autóctono
La hipótesis de origen in situ o autóctono sostiene que, al llegar las glaciaciones, los supervivientes cromañón del continente europeo buscaron refugio en las zonas más benignas: Ucrania y en el suroeste europeo, formándose en la zona pirenaica y el sur de Francia, debido a la mitigación del frío por el efecto Foehn, el grupo humano protovasco y su lengua.

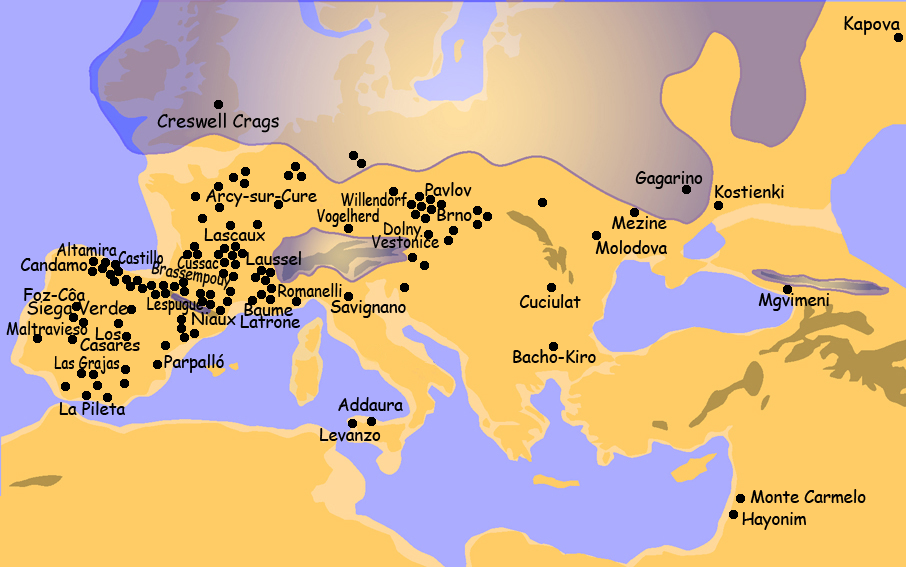
Distribución de yacimientos con Arte Paleolítico en Europa.

A partir del 16.000 a. C. en adelante el clima fue más cálido, por lo que eventualmente se habría dado entonces la expansión de los antecesores de los vascos por el resto de Europa y norte de África y, extendiendo su cultura, la magdaleniense por la despoblada Europa. Una cultura cuya máxima expresión serían las pinturas rupestres que ornamentaron las cuevas europeas, contenidas en el arco Atlántico que comprende todos los territorios que actualmente rodean el golfo de Vizcaya. 
Esta hipótesis se apoya en dos investigaciones diferentes: una de tipo genético y otra de tipo lingüístico. Los estudios genéticos se deben a Forster y Stephen Oppenheimer, y los estudios lingüísticos a Theo Venneman (estos últimos han sido criticados por Untermann y Tovar). Otro estudio lingüístico del finlandés Kalevi Wiik planteó en el año 2008 que el euskera actual es el resto de un grupo de lenguas vascas que se hablaron en tiempos paleolíticos en todo el occidente europeo y que vio reducido su ámbito de influencia debido a la expansión indoeuropea. Wiik señala la coincidencia con la distribución homogénea en el área atlántica del haplogrupo R1b del cromosoma Y.

#### Investigaciones paleogenéticas
El genetista Spencer Wells, director del proyecto genográfico de National Geographic ha señalado que genéticamente los vascos son indistinguibles del resto de los íberos. Hecho que ha sido confirmado posteriormente en un estudio dirigido por el investigador de la Universidad Pompeu Fabra de Barcelona, Jaume Bertranpetit.
El 6 de marzo de 2012, National Geographic sin embargo publicó un estudio más preciso en el que afirma que el patrón genético vasco tiene singularidades locales y que es anterior a la llegada de la agricultura en la península ibérica unos 5.000 años a. C. El estudio fue publicado en el American Journal of Human Genetics y fue dirigido por Lluis Quintana-Murci, investigador principal del centro regional de Europa Occidental de Genographic.
Investigaciones paleogenéticas (estudios basados en el ADN mitocondrial) realizados por la UCM indican que la población vasca tiene un perfil genético coincidente con la mayoría de los habitantes europeos y que se remonta a tiempos prehistóricos. El haplotipo de ADN mitocondrial denominado U5 que entró en Europa durante el Paleolítico Superior, desarrollando variantes como U8a propias del País Vasco, se considera de origen prehistórico. Los actuales vascos, más allá del haplogroup U8a, poseen casi exclusivamente linajes U5b como el U5b1f, el U5b1c1 y el U5b2, este último minoritario entre los vascos franceses y mucho más frecuente entre los vascos españoles.
Por otra parte, el haplotipo V que se encuentra actualmente entre los saami y algunos vascos, procede de poblaciones europeas prehistóricas.
Las investigaciones de A. Alzualde et al. sobre ADN mitocondrial de los restos humanos hallados en el cementerio prehistórico de Aldaieta, en Álava, constatan que no hay diferencia entre estos enterramientos y el resto de los europeos atlánticos.
Las investigaciones del equipo de Eneko Uriarte/Juan Luis Arsuaga (Fundación Atapuerca) realizadas sobre el Portalón del yacimiento de Atapuerca en Burgos concluye que existen diferencias mínimas localizadas en el ADN de algunos vascos con respecto a los habitantes del resto de la península, pero subraya que en realidad esa diferencia es por defecto, menor mestizaje genético con los pueblos tecnológicamente más avanzados de la que época que se extendieron por Europa. Del mismo modo, el euskera arcaico habría llegado, lo más seguro, con estos pueblos agricultores venidos de la zona de Turquía, y el cual podría haber incorporado, aquí sí, algunas palabras del lenguaje de los pobladores cazadores y recolectores autóctonos (palabras como "aizkori", "harri", etc). 

Además, el trabajo ha puesto de manifiesto otro dato especialmente interesante, y es que el origen de los vascos está ligado a ese momento y no se remonta, como consideraban otros investigadores, hasta el Mesolítico. Fue a partir de esas poblaciones resultantes del mestizaje entre los primeros agricultores venidos de fuera y los cazadores recolectores autóctonos cuando comenzó el relativo aislamiento que confirió a la población vasca su actual configuración genética.
Fundación Atapuerca

Los estudios de Peter Forster le hacen suponer que hace 20 000 años los humanos se refugiaron en Beringia e Iberia, quedando restringidos en Iberia a los haplogrupos H y V. Y que los pobladores de la península ibérica o del sur de Francia repoblaron hace 15 000 años parte de Escandinavia y el norte de África.
Los estudios, basados en estudios del cromosoma Y, emparentan genéticamente a vascos y celtas galeses e irlandeses, así el profesor de la Universidad de Oxford, Stephen Oppenheimer, afirma que la base de los actuales habitantes de las islas británicas tienen su origen en el refugio vasco en la última glaciación, de donde emigraron hacia el norte parte de los allí refugiados del frío glacial que asolaba el continente. A esta conclusión ha llegado después del estudio de las correspondencias en la frecuencia de los marcadores genéticos entre las diversas regiones europeas.
Pero otros estudios sobre genética encuentran además diferencias entre los habitantes que, en la actualidad, pueblan los diferentes territorios vascos. Algunos señalan incluso diferentes tipos entre los vascos, como los de René Herrera, de la Universidad de Florida, y Mikel Iriondo y Carmen Manzano de la Universidad del País Vasco.
René Herrera dice: 

se cree que descienden directamente de los cromañones, representan un refugio durante la última glaciación y su ADN es muy particular.

 aunque 

Básicamente, lo que el estudio nos indica es que cada provincia y cada área tiene un perfil genético que se diferencia entre provincias y áreas. Hablamos de áreas tradicionalmente vascas y otras que han sido permeadas con otras migraciones peninsulares. Muchas de esas diferencias se pueden atribuir a esas migraciones foráneas de otras partes de Europa o Iberia, pero otras no. Porque hasta entre regiones que tienen un perfil genético mayoritariamente vasco, por ese aislamiento, hay diferencia entre ellos.

En todo caso, el haplotipo del cromosoma Y denominado R1b que se originó durante la última glaciación, hace por lo menos 18 500 años, cuando grupos humanos se concentraron al sur de Europa, actualmente es común entre la población europea y es más frecuente en el País Vasco (91%), Gales (89%) e Irlanda (81%). La actual población R1b del occidente de Europa descendería de la que pobló un refugio climático en la península ibérica donde habría surgido el haplogrupo R1b1c (R1b1b2 o R1b3). Durante la oscilación de Allerød, hace unos 12 000 años, descendientes de esta población habrían recolonizado Europa occidental. La rara variedad R1b1c4 (R1b1b2a2c) ha sido encontrada casi siempre entre vascos, tanto en País Vasco francés, como el País Vasco español. La variedad R1b1c6 (R1b1b2a2d) registra una frecuencia alta entre los vascos, 19%.

#### Lingüística
En el campo de la lingüística se dan dos líneas de investigación, ambas basadas en la etimología, una de los topónimos, tanto del país como de la península y de buena parte de Europa, y la otra sobre la etimología propia de las palabras vascas.
Desde H. Schuchardt (1913) que comparó el bereber y más tarde con algunas lenguas caucásicas han existido una cantidad apreciable de trabajos que tratan de buscar cognados (palabras de sonido y significado similar) entre el euskera y otras lenguas, entre estos autores están los de Lafon, Braun, Bouda y Čirikba. Todos ellos han sido revisados por Larry Trask y otros lingüistas y adolecen de diversos defectos metodológicos, y nunca se han reconstruido correspondencias fonéticas regulares o irregularidades morfológicas compartidas, que sí son pruebas incontrovertibles de parentesco filogenético. También Theo Vennemann ha comparado antiguos topónimos y términos vascos. Pero toda esta evidencia no ha conducido a poder relacionar el euskera con ninguna otra lengua o familia lingüística.

#### Etimología de las palabras
José Miguel de Barandiarán expuso la tesis del origen neolítico del euskera al analizar etimológicamente varias palabras de esta lengua. Basándose en que el vasco es una lengua aglutinante, indica que hay palabras que describen claramente instrumentos e ideas propias de tiempos prehistóricos. Un ejemplo de ello es la palabra "aizkora" (hacha), que incluye la raíz "haiz" que quiere decir "piedra", describiendo que el instrumento es de piedra, cuando desde tiempos neolíticos es de metal, bien hierro, cobre o bronce, aunque otros investigadores creen que aizkora es un préstamo del latín asciola. Tenemos también la palabra "arto" (maíz y, antes de la llegada de éste, mijo), cuya raíz es "hartu", que significa "coger" y literalmente sería "lo que se coge", señalando tiempos en los que todavía no se procedía a la siembra y se realizaba la cosecha. Pero se puede también comparar con el griego '''artos''' "pan". Los nombres de los árboles frutales propios del país se designan en euskera por el nombre de la fruta y la indicación de que "está al lado"; así, tenemos sagarrondo (manzano) 'al lado de la manzana', madariondo (peral) 'al lado de la pera', mahatsondo (vid) 'al lado de la uva'.

### Vascoiberismo
.

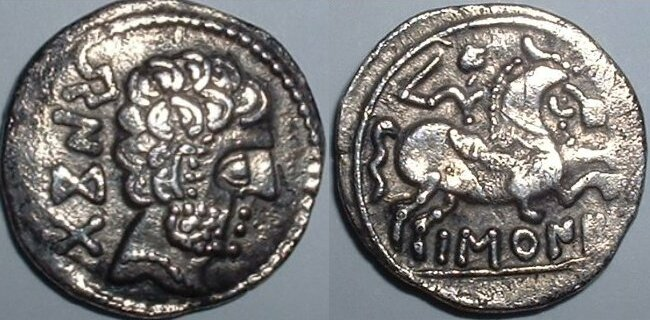
Anverso y reverso de la moneda íbera con la inscripción Baskunes.

Esto es lo que defiende la teoría del vascoiberismo, al afirmar que, de un modo o de otro, existe una relación entre las lenguas vasca e ibera, de manera que o bien la lengua vasca sería el resultado de una evolución de la ibera o de una lengua de la misma familia que la ibera. El primero en apuntar esta posibilidad es Estrabón que, en el siglo I a. C. (es decir, cuando se presupone que todavía se hablaba ibero en la Península), afirmaba que los íberos y los aquitanos eran similares físicamente y que hablaban lenguas parecidas. Íbero puede que sea una manera moderna de denominar a la población vasca de entonces. Lamentablemente los estudios actuales no muestran mucha claridad con respecto a estos ambos términos ya que el conflicto vasco-español actual es un gran factor que se tiene en cuenta a la hora de analizar las muestras y estudios publicados.
El alemán Wilhelm von Humboldt expuso a principios del siglo XIX la tesis de que los vascos eran un pueblo ibero basándose en una serie de estudios que realizó queriendo poner fin al asunto en la época que el nacionalismo vasco comenzaba a ser conocido en Europa.

### Origen caucásico
Algunos investigadores han propuesto similitudes entre el vasco y las lenguas caucásicas. La primera propuesta de este tipo se encuentra en H. Schuchardt (1913). Las propuestas incluyen parentescos tanto con el caucásico meridional (Lafon, 1976; Jan Braun, 1981), como con el caucásico septentrional (Bouda, 1948, 1949, 1951, 1952; Čirikba, 1985).
Desde un punto de vista gramatical o tipológico, comparten el ser lenguas aglutinantes, ergativas y con el mismo sistema de declinación. Sin embargo, la concordancia de rasgos tipológicos no es muestra de parentesco ya que en otras regiones del mundo incluyendo los Himalayas y algunas áreas del Amazonas se encuentran también estos rasgos frecuentemente. La prueba de un parentesco filogenético debe basarse por tanto en similitudes léxicas y propuestas de cognados, formas fonéticamente relacionables con significados semánticos semejantes. Todos los autores que propusieron relaciones entre el euskera y las lenguas caucásicas han tratado de aportar estas listas de cognados. A este respecto el caucasólogo Jan Braun afirma:

La lexicoestadística y la paleontología lingüística permiten a un experto en lingüística datar aproximadamente la época en que se separó el kartvelio del vasco hacia mediados del cuarto milenio a.C. Durante los siguientes 5500 años esas lenguas se desarrollaron a través de caminos diferentes.
 traducido del inglés en Euscaro-Caucasica (Philologia Orientalis, 4 - 1998)

Sin embargo, el trabajo de Lafon, Braun, Bouda y Čirikba han sido ampliamente criticados por varias razones. En primer lugar, dado el elevado número de lenguas caucásicas modernas no es difícil encontrar parecidos impresionistas al azar, sin embargo si se exige comparar el protoeuskera con el protocaucásico nororiental, el protocaucásico noroccidental o el protokartveliano y se buscan correspondencias fonéticas regulares se aprecia que la inmensa mayoría de cognados propuestos no son sostenibles, y los pocos que sobreviven pueden darse por simple semejanza al azar siendo totalmente insuficientes las correspondencias para sostener seriamente un parentesco filogenético. Además en las listas de cognados de Jan Braun (1981) hay numerosos errores de transcripción, uso de préstamos latinos confundidos con palabras patrimoniales vascas, segmentaciones arbitrarias, reconstrucciones erróneas de proto-vasco. Las propuestas de K. Bouda (1948) y Čirikba (1985), que repiten errores como los de Braun y fracasan a la hora de encontrar regularidad en las correspondencias fonéticas. Filogenéticamente además existen buenas razones para sospechar que es inverosímil que se pruebe un parentesco con las lenguas caucásicas: el protoeuskera tiene un inventario fonético muy reducido con muchas restricciones mientras que las lenguas caucásicas tienen inventarios consonánticos exuberantes, cualquier intento de relación debería postular inicialmente una reducción del número de fonemas en pre-protoeuskera o un desarrollo secundario en todas las lenguas caucásicas, lo cual parece improbable. La existencia de construcciones ergativas en caucásico y vasco, no es ninguna evidencia fuerte ya que la ergatividad es un fenómeno muy extendido en todas las lenguas del mundo y familias de lenguas claramente no relacionadas presentan también ergatividad.
Desde un punto vista de genética de poblaciones, la comparación de los linajes matrilineales y patrilineales de las poblaciones autóctona vasca y georgiana ha permitido observar diferencias significativas. La hipótesis que relaciona las dos poblaciones se basa sólo en el parecido tipológico que nunca es un buen indicador de parentesco lingüístico. Estas similitudes superficiales en la tipología lingüística no parecen ir acompañadas de una relación a nivel de genética poblacional. Sin embargo, la posible relación cercana entre el vasco y las lenguas caucásicas es negada por autores como Larry Trask basándose en que muchos comparativistas equivocaron el método al comparar el vasco con varias familias lingüísticas locales a la vez (kartvelia, circasiana, vaynakh y lenguas del Daguestán).
Paradójicamente, aunque no se han postulado relaciones lingüísticas, sí se ha encontrado presencia del haplogrupo R1b3 entre los baskires del Volga.

### Europeo antiguo
Se basan en la teoría de antiguo europeo, suponiendo que los primeros habitantes de Europa hablaban una lengua común, o más bien lenguas de la misma familia lingüística. Esta teoría no es aceptada por muchos lingüistas, que opinan que, en un territorio tan grande, se debían de hablar varias lenguas. Untermann y Tovar opinan que en los nombres hay tanto raíces indoeuropeas como otras que no lo son.
En  enero de 2003, en la edición española de la revista científica Scientific American, ("Investigación y Ciencia") se publicó un estudio realizado por Theo Vennemann (catedrático de Lingüística Teórica en la Universidad Ludwig-Maximilian de Múnich) y su colega Elisabeth Hamell (periodista científica), en el que concluye que 

Muchos nombres de asentamientos, ríos, montañas, valles y paisajes de Europa tendrían su origen en lenguas preindoeuropeas, concretamente en el vasco.

 Vennemann dice que 

No caemos en la exageración si afirmamos que los europeos somos todos vascos

Según Vennemann, el protoeuskera (o una familia lingüística, de una de cuyas lenguas se originó posteriormente el protoeuskera), fue el sustrato lingüístico sobre el que posteriormente se asentaron las lenguas indoeuropeas. Encuentra, entre otros ejemplos, que las palabras vascas ibai ("río") e ibar ("vega") se encuentra en numerosos ríos europeos o haran ("valle") en topónimos como Arán, Arendal, Arundel, Arnach, Arnsberg, Arnstern, Aresburg, Ahrensburg, Aranbach o Arnstein.
La propuesta de Venneman ha sido muy criticada por los vascólogos y no es aceptada por muchos de los especialistas en  lingüística.
Concretamente, Trask, después de muchas críticas puntuales a los métodos seguidos, concluye que Venneman ha identificado una lengua aglutinante, pero sin relación con el euskera. Y que acaso se trata simplemente de indoeuropeo, como ha sido la opinión de Krahe, Tovar, De Hoz, Kitson, Villar y otros investigadores
Joseba Andoni Lakarra investigador del protoeuskera critica las tesis de  Vennemann, diciendo, como Trask, que utiliza raíces vascas modernas que no se corresponden al vasco arcaico. Asimismo opina Lakarra que, aunque el euskera actual es una lengua aglutinante, hay motivos para creer que antiguamente no lo era.

## Historiografía

### Tubalismo y Esteban de Garibay
Puesta a punto por Esteban de Garibay y Andrés de Poza defiende que los vascos son descendientes directos de Túbal, nieto de Noé, quinto hijo de Jafet. En ella se cuenta que Jafet y su tribu, los iberos, partieron hacia la península ibérica estableciéndose entre los pirineos y el río Ebro justo después de la confusión de las lenguas de Babel.
Cuando Dios castigó la arrogancia de los hombres por pretender la construcción de una torre que llegara al cielo con la confusión de lenguas y la posterior diseminación, Tubal fue el portador de una de las 72 lenguas que nacieron, esa lengua sería el euskera. Túbal y los iberos fueron los primeros pobladores peninsulares, ellos trajeron la lengua, el monoteísmo y las costumbres. Los vascos, que según esto han permanecido al margen de cualquier invasión posterior (celta, romana, musulmana...) son los descendientes directos de Túbal y los iberos.

### El tubalismo y el vascoiberismo
Entre los siglos XIV y XVI se realizaron una serie de leyendas históricas con el objetivo de defender, apoyándolo en la historia, la singularidad de los vascos y sus sistemas de fueros que reglamentaban las relaciones entre las provincias y la Corona. Estas leyendas son la batalla de Arrigorriaga, el Vascoiberismo y el vasco-cantabrismo. Se recurre a estas leyendas con fines de reivindicación política pero en el seno de la monarquía castellana. En el siglo XIX el nacimiento del Nacionalismo Vasco utilizaría estas leyendas como una de las bases de sus reivindicaciones.
No solo fueron escritores e historiadores oriundos los que forjaron esta mitología, hombres como Lucio Marineo Sículo, Antón Beuter, Ambrosio de Morales o Antonio de Nebrija colaboraron con otros vascos como Esteban de Garibay.

#### La batalla de Arrigorriaga
Esta leyenda histórica fue afinada y determinada por Lope García de Salazar y señala el pacto que el pueblo de Vizcaya realizó con el que sería su primer Señor en referencia al respeto de los fueros por parte de este. La leyenda señala que un descendiente de la monarquía escocesa, Jaun Zuria (Señor Blanco),  fue designado como jefe de las tropas vizcaínas que se enfrentaron a las astures para lograr la independencia de ese reino. La batalla tuvo lugar en el siglo IX en el sitio conocido desde entonces por Arrigorriaga (sitio de piedras rojas) y que el lugar obtuvo ese nombre a raíz de la sangre vertida en él por motivo de dicha batalla. En esta batalla resultaron victoriosas las tropas vizcaínas y Jaun Zuria fue el primer Señor del Señorío de Vizcaya después de jurar los fueros bajo el árbol de Guernica.

### Origen escocés y Aymeric Picaud
Aymeric Picaud recogió en su guía para peregrinos del Camino de Santiago la creencia de que los navarros (en referencia a los vascos de la Vasconia peninsular) y vascos (en referencias a los vascos de la Vasconia continental) eran de procedencia escocesa. Julio César habría enviado a nubios, escoceses y cornualleses a Hispania (como castigo por no pagar impuestos) a matar todo varón y dejar solo con vida a las mujeres. 
Estos pueblos habrían penetrado y destruido todo desde Barcelona a Zaragoza y Bayona a los montes de Oca. Los castellanos les habrían hecho frente y confinado en los montes costeros entre Pamplona, Nájera y Bayona, donde habrían construido abundantes fortalezas, asesinado a todos los varones y tenido abundantes hijos. El nombre de los nauarros vendrían por lo tanto de non ueurus, indicando su origen no autóctono.

### El vasco-cantabrismo
Es una distorsión histórica y geográfica de las guerras cántabras, basada en una glosa manuscrita que Cristóbal de Mieres, secretario de Lope García de Salazar (1399-1476), introdujo en una copia de 1491 de las Bienandanzas e fortunas. Se atribuye al bachiller guipuzcoano Juan Martínez de Zaldivia la sistematización histórica del relato, a mediados del siglo XVI, haciendo a los vascones protagonistas de dichos episodios y, por ende, desplazando o ampliando el territorio cántabro hacia oriente. 
Para reforzar esta afirmación se crearon dos falsificaciones históricas, el duelo y el canto de Lelo. En el duelo se cuenta que las guerras cántabras se resolvieron mediante un duelo en Roma protagonizado por un grupo de 300 "cántabro-vascones" con otros tantos romanos. La victoria fue de los "cántabro-vascones" logrando de esta forma que su territorio permaneciera aparte de la conquista, manteniendo la lengua y las costumbres, en definitiva, los fueros. El canto de Lelo pone letra y música a la leyenda.

### Arnaud Oihenart
El historiador, literato y abogado Arnaud Oihenart (XVII) en su Noticia de las dos Vasconias, la Ibérica y Aquitana propugnaba siguiendo a J. Zurita y oponiéndose a Esteban de Garibay lo siguiente:
- Se oponía al vasco-cantabrismo, es decir, a la relación entre vascones y cántabros, entre Vasconia y Cantabria
- También se oponía al vascoiberismo, pues no admitía que el euskera hubiera sido la única lengua de toda la antigua Iberia, pero sí de todos los pueblos montañeses del norte de la península: autrigones, astures, cántabros, galaicos, várdulos y vascones.
- Situaba el origen de los dialectos (cuatro en su opinión) del euskera en las tribus prerromanas citadas.
- Vasconización tardoantigua, una vez extinguido el linaje de los autrigones, caristios y várdulos (quienes habrían hablado euskera) los vascones habrían ocupado los solares de sus hermanos en tiempos de los godos
- No menciona directamente el origen de los vascos a diferencia de los tubalistas o aquellos que retrotraían estos a un origen mítico, expone su historia desde los tiempos históricos y no proto-históricos.

### Vasco-cantabrismo y Manuel de Larramendi
Probablemente Manuel de Larramendi, jesuita y profesor de la Universidad de Salamanca (XVIII), fue uno de los defensores más a ultranza del vasco-cantabrismo, es decir, de la tesis que propugnaba que los antiguos vascos descendían de los cántabros no vencidos ni romanizados. Esta tesis fue expuesta especialmente en su obra Discurso histórico sobre la antigua famosa Cantabria. A pesar de esta identificación de los vascos como los antiguos cántabros, el escritor compaginaba el vasco-iberismo y tubalismo, pues situaba el origen de los vascos y sus fueros en un antepasado bíblico (Tubal) y consideraba el euskera lengua única y primitiva de la península.

### Moderna

#### Corrimiento vascón o vasconización de la depresión vasca
En el primer tercio del siglo XX, Schulten plantea que los vascones ocuparon inicialmente tan solo la parte sur de Navarra, expandiéndose hacia el mar antes del nacimiento de Jesucristo, ocupando así toda Navarra. Después de la época de Ptolomeo y antes del año 580 (entre los años 150 y 580) conquistaron los territorios poblados por várdulos, caristios y autrigones, el actual País Vasco.
Claudio Sánchez Albornoz opinaba que los vascones de Navarra y Aragón habían invadido después de la caída de Roma y durante período oscuro las tierras de los várdulos y caristios, empujándolos hacia Castilla y provocando:
- El corrimiento de parte de estas tribus hacia Castilla.
- La vasquización y de aquellas que permanecieron en sus tierras, pero no euskaldunización, pues estas tribus hablarían lenguas éuscaras hermanas.

En apoyo de su tesis, Sánchez Albonoz cita a Caro Baroja:

Caro Baroja reconoce como hecho histórico la vasconización de la toponimia del solar de várdulos y caristios, es decir, de las provincias vascongadas; y es segura tal vasconización.

Esta hipótesis es llamada vasconización o navarrización tardía por El libro blanco del euskera del año 1977 y fue duramente criticada por Koldo Mitxelena a la luz de la epigrafía euskerica de Aquitania perteneciente a los siglos I-III d.D.
Más recientemente, en 1995, autores como José Antonio Vaca de Osma mantienen esta hipótesis como válida.

## Hipótesis descartadas

### Parentesco bereber
Las propuestas que relacionan el euskera con las lenguas bereberes se remontan a Hugo Schuchardt (1875) que trató de comparar el vasco con las que él llamaba lenguas camíticas (actualmente reclasificadas dentro del afroasiático) y a él también se debe la difusión de la teoría vascoiberista. La hipótesis bereber fue investigada posteriormente por Murakovsky (1969, 1981), especialista en lenguas africanas, aunque Trask, tras analizar los cognados propuestos por este autor, señaló que sus ejemplos contenían notorios errores (considera erróneamente préstamos latinos al euskera como potenciales cognados anteriores a la llegada a la península ibérica del latín) y contenían distorsiones (palabras vascas mal transcritas o deficientemente segmentadas). Mucho más recientemente, Dominik Woelfel, de la Universidad de Graz, emparentó lingüísticamente al vasco con un estrato preindoeuropeo, entre los cuales se encontrarían el idioma picto y las lenguas bereberes, al cual se le habría superpuesto distintos estratos de distintos pueblos.
Esta hipótesis de parentesco, que mostraba unas pocas similitudes entre el euskera y el bereber, fue abandonada al evidenciarse que dichas semejanzas se deben a préstamo lingüístico entre ambas lenguas y derivados latinos (por ejemplo, "agur" (saludo de despedida en euskera) no proviene de "aggur", sino de *gur 'reverencia') y que los escritos aquitanos posteriormente hallados evidencian una estructura que el tamazight no tenía en esa época. Otra evidencia en la que podría haber mediado el préstamo gramatical, es la distinción de género -k / -n en las marcas pronominales de ergativo y dativo en el verbo en la segunda persona (el euskera usualmente no muestra diferencias de género en la morfología pero sí en la 2.ª persona de algunas formas verbales, la alternancia -k / -n también se encuentra en la 2.ª persona de los verbos de algunas lenguas bereber).
El estudio del ADN mitocondrial (linajes matrilineales) y del cromosoma Y (linajes patrilineales) ha determinado diferencias significativas entre la población autóctona vasca y bereber, que indican la ausencia de relación genética entre las dos poblaciones.

### Parentesco con pictos, minoicos, etruscos
Esta hipótesis fue recientemente planteada sobre trabajos de Antonio Arnaiz Villena y Jorge Alonso, muy cuestionados, en los que se comparaba no sólo el ibérico con el euskera sino también el etrusco, el minoico, el egipcio y otras lenguas. Sus autores proclamaban que podían traducir textos de estas lenguas a partir del euskera moderno y ofrecen varios ejemplos. Dichos trabajos han sido descartados por los académicos por varias razones:
1. Los textos egipcios bien conocidos, son "retraducidos" a partir del euskera y se les atribuye un significado totalmente diferente y en ocasiones falto de coherencia.
2. Los textos etruscos cuyo significado más o menos se conocen, reciben una traducción con poco sentido y totalmente diferente a la interpretación probable a partir de otras fuentes.
3. La identificación de las palabras de esas lenguas con el euskera recurre a segmentación arbitraria, adición, deleción e intercambio de forma arbitraria. Sorprendentemente, el método no conduce a correspondencias fonéticas regulares entre el euskera y esas otras lenguas, lo cual resulta inconcebible si el euskera mostrara un parentesco con ellas.
4. Las traducciones no han permitido construir gramáticas de la lengua ibérica, de acuerdo con dichas traducciones el orden sintáctico y los elementos obligatorios aparecen caprichosamente.
5. Los autores sostienen que existen errores básicos en los estudios filológicos semíticos y egiptológicos y acusan de una "ortodoxia reinante" el empeñarse en teorías erróneas.[47]

## Otras hipótesis

### Llegada indoeuropea
Una de las teorías sobre el origen de los vascos es que llegaron a Aquitania con, o escapando de, los pueblos indoeuropeos hace 7000 años, no llegando a la península ibérica hasta el siglo I a. C.. Hay ejemplos de acaecimientos similares. Durante las migraciones germánicas, que barrieron Europa después de la caída de Roma, casi todas las tribus eran indoeuropeas, salvo los hunos y los ávaros.

### Llegada con los Campos de Urnas
El lingüista Jesús Rodríguez Ramos ha propuesto un origen común del vasco y del íbero a través de una llegada conjunta en territorio peninsular mediante la cultura centroeuropea de los Campos de Urnas (ss.XII-XI a. C.)